# Мускау (замок)
Мускау (нем. Schloss Muskau) —  крупный дворцово-замковый комплекс около города Бад-Мускау на севере района Гёрлиц, в земле Саксония, Германия. Современный замок находится на месте средневековой крепости, возведённой, вероятно, в XIII веке. Вокруг главного здания расположен живописный парк. Со 2 июля 2004 года парк является объектом Всемирного наследия ЮНЕСКО. Мускау по своему типу относится к замкам на воде.

## История

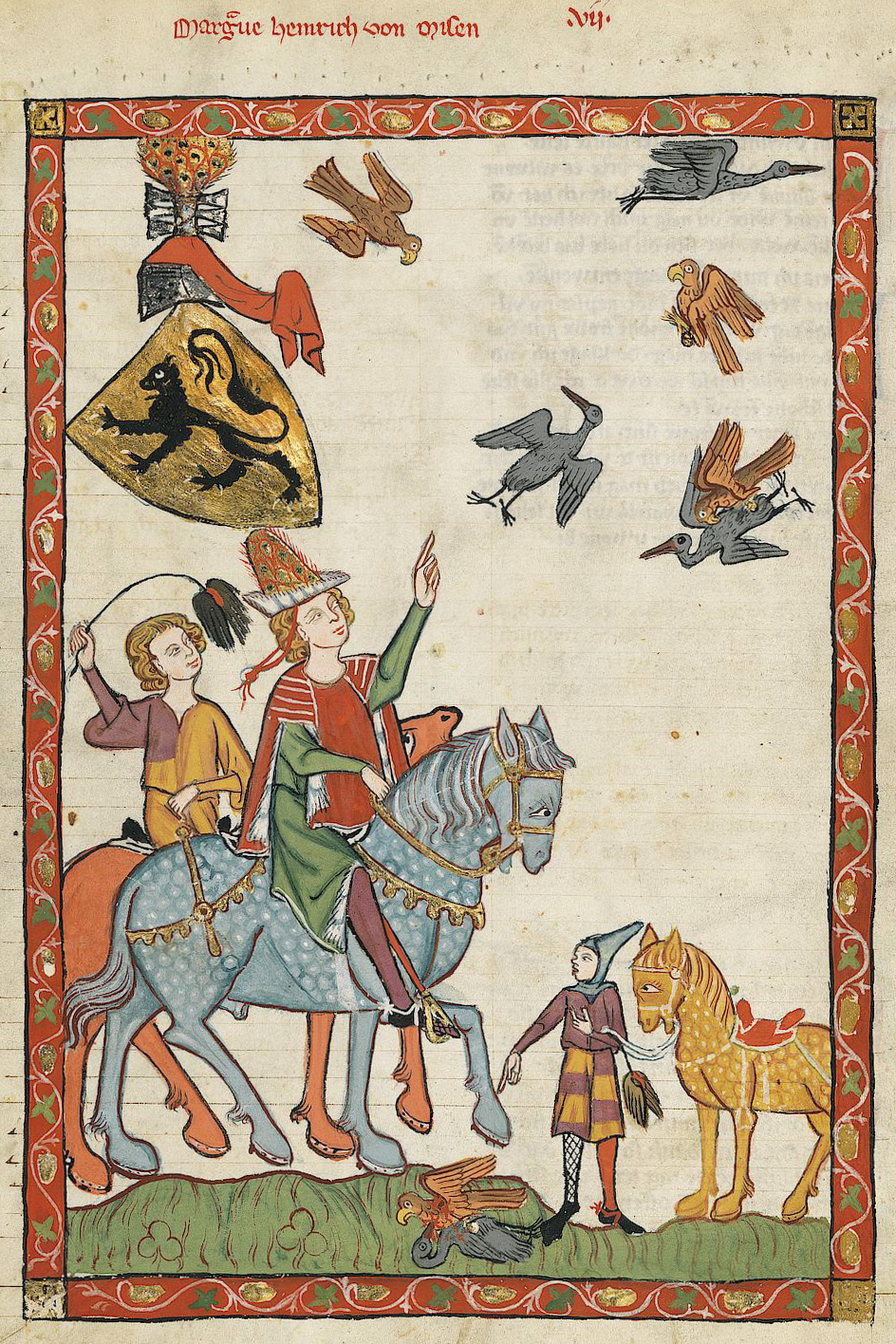
Маркграф Генрих III Мейсенский

### Ранний период
В регионе Мускау-на-Нейсе в прежние времена пересекались два важных торговых пути. Старейшие укрепления Мускау, безусловно, служили для защиты этих дорог. Кроме того, около переправы через реку был построен таможенный пункт. Согласно современным данным, укрепленное место, впервые упомянутое в 1245 году, представляло собой окруженную рвом небольшую крепость с доминирующей башней. В ходе археологических изысканий выяснено, что в качестве основного строительного материала служили камни и валуны. Также активно использовались глиняные кирпичи. Толщина стен в основании бергфрида (от 1,80 до 2,80 метра) позволяет предположить, что башня представляет собой как минимум трёхэтажное монолитное строение с фахверковой или деревянной конструкцией в верхней части. Достоверная датировка сооружения в настоящее время невозможна без дополнительных археологических исследований. Однако можно предположить, что строительство башни относится к XIII веку.
Сохранилось очень мало документов, которые относятся к периоду основания замка. Около 1253 года маркграф Генрих III Мейсенский упоминается как владелец таможни Мускау. Нельзя точно ответить на вопрос о том, кто управлял замком на раннем этапе. Возможно, это были представители семьи фон Мейсен, которые владели Лужицкой маркой, но есть вероятность, что здесь проживал кто-то из их вассалов. Также есть версия, что крепостью владели братья Берольд и Тидрикус де Мушов, которые упоминаются в документах герцога Болеслава II Силезского.
После того, как между 1253 и 1268 годами представители бранденбургской ветви княжеской династии Аскании завладели окрестными землями (позднее известными как Верхняя Лужица), право собственности на замок Мускау могло измениться. Следует предположить анфеоффен к верным сторонникам Бранденбуржцев. Новым хозяином замка мог стать Тизшо де Мушове (Tizscho de Muschowe), имя которого упоминается в нескольких силезских документах. Редкое и необычное в то время имя Тизшо предполагает, что он был членом семьи фон Панневиц.
В акте императора Карла IV замку было присвоен статус «фесте», что подчеркивало его важность как крепости в то время. Комплекс был одним из немногих укреплений региона, которому было разрешено носить подобное суверенное обозначение.
Первым чётко задокументированным владельцем Маскау стал Бодо фон Ойлебург. Он владел замком примерно с 1316 по 1361 год. Документально подтверждено, что в 1361 году Бодо фон Ойленбург передал крепость Мускау в качестве приданого Генриху фон Киттлицу. Однако уже в 1365 году этот дворянин утратил право собственности на Маскау. Новым хозяином комплекса стал Генрих фон Пенциг. Это произошло согласно дошедшим до нас документам в 1366 году. Семья фон Пенциг владела замком Мускау до 1444 года. Этот род значительно расширил свои земельные владения в регионе. Одновременно замок также был расширен и реконструирован. Его фортификационные сооружения были значительно усилены.
Замок к началу XV века состоял из двух автономных частей: главной крепости и внешней (форбурга). Дополнительной защитой от нападения служила система рвов, заполненных водой. Форбург находился к югу от цитадели. В северной части комплекса располагались хозяйственные постройки (склады, кузница, конюшни и пр.). Фундаменты этих зданий впоследствии стали основой для северного крыла Нового замка.

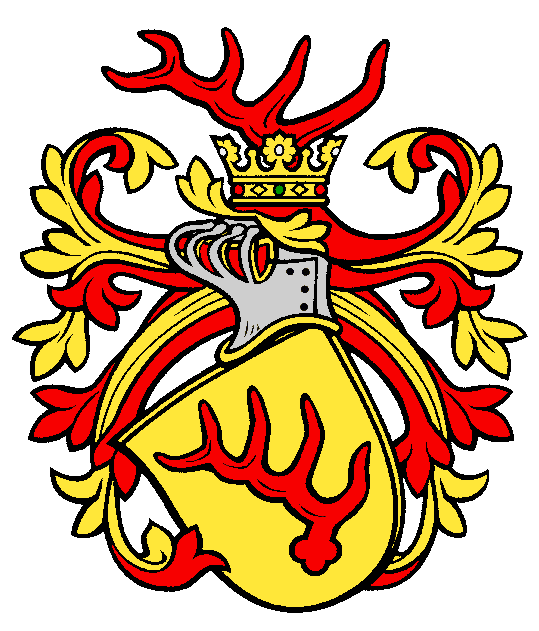
Герб рода Биберштайн (дворянский род)

### XV–XVI века
В 1447 году замок Мускау перешёл в собственность Венцеля фон Биберштайна. Через пять лет он предоставил поселению Мускау права города. Это привело к модернизации фортификационных сооружений. В частности была построена северная оборонительная башня. При возведении других объектов строители умело использовали природно-географические условия. Замок надёжно защищала заболоченная низменность Нейсена с юга, востока и севера. Например, для защиты северо-восточных хозяйственных возвели только один бастион. Кольцевая стена с имела дополнительные укрепления в юго-западной части.
В течение целого века комплекс оставался во владении семьи фон Биберштайн, принадлежавшей к числу самых известных дворянских родов Чехии. Однако в 1551 году после смерти бездетного Кристофа фон Биберштейна замок стал частью домена королевских владений в Богемии. С 1558 по 1589 год Мускау в качестве лёна принадлежал полководцу и имперскому военному советнику Фабиану фон Шоэнайху. При нём и началось постепенное превращение крепости в дворцовую резиденцию.
В 1597 году император Рудольф II продал замок Мускау и прилегающие земли Вильгельму цу Дона. C той поры владение было преобразовано в аллодиальную собственность.

### XVII век
в 1644 году через брак Катарины фон Дона замок Мускау в качестве приданого перешёл во владение семьи фон Калленберг. Комплекс и поместье оставались во владении этого рода в течение полутора веков до 1798 года.
Во время Тридцатилетней войны замок серьёзно пострадал. В 1643 году он был захвачен и разграблен. Восстановление началось после 1646 года и затянулось на много лет. Курт Райнике I фон Калленберг потратил значительные средства на превращение замка в барочный комплекс с тремя крыльями. В этот же период в Мускау появился Рыцарский зал. Вскоре начались работы по созданию парка вокруг замка.

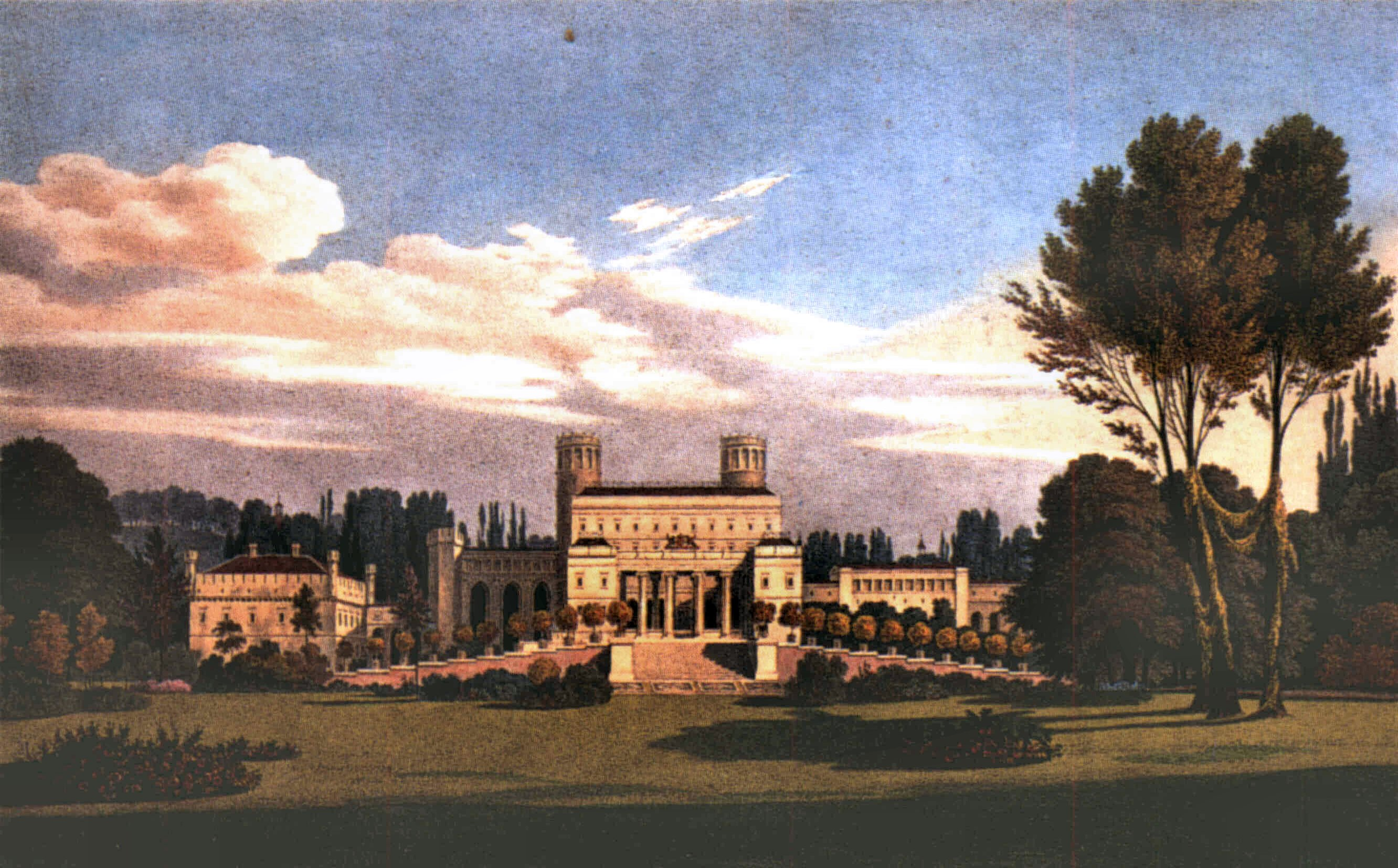
Замок на картине 1834 года

### XVIII–XIX века

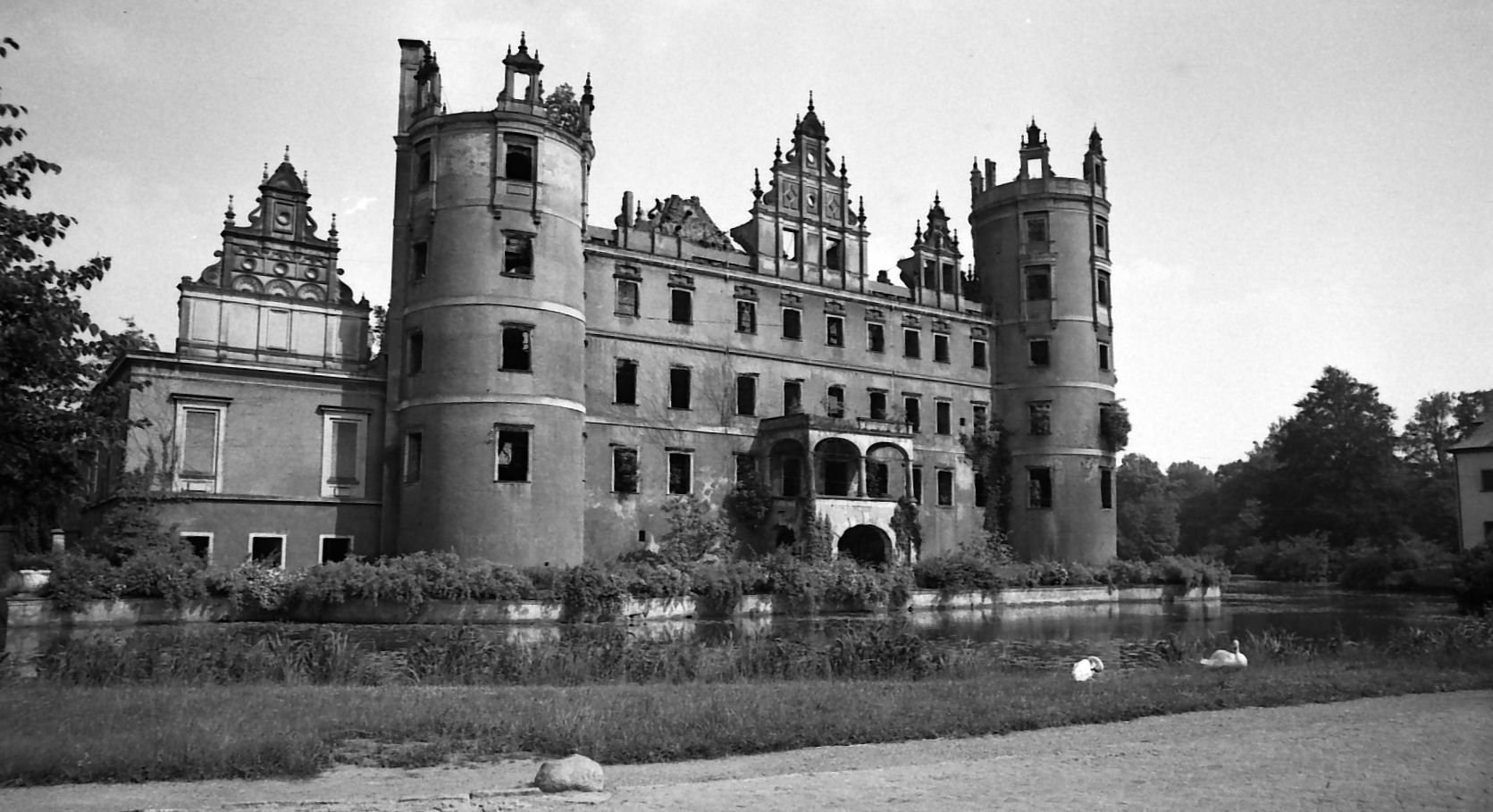
Руины замка в 1980-е годы

С 1798 по 1845 год поместьем и дворцовым комплексом владела семья фон Пюклер. В начале XIX века началась очередная масштабная реконструкция. Её инициатором стал Герман фон Пюклер-Мускау. Проект подготовил известный архитектор Карл Фридрих Шинкель. По его планам широкие мосты должны были соединить Новый и Старый замок. Длинна фасадов могла бы превысить 300 метров. Но из-за дороговизны от полной реализации проекта пришлось отказаться. Однако большинство прежних фортификационных сооружений, как и предлагал Шинкель, оказались снесены. Частично были засыпаны и оборонительные рвы. Таким образом возникли условия для возведения просторной представительной резиденции.
В 1846 году замок купил принц Фридрих Нидерландский. С той поры комплекс перешёл в собственность дома. Он внес наибольший вклад в придание фасадам Нового замка того вида, который сохранился и поныне. В 1857 году перед главным входом на пандусе установили скульптуры двух львов (геральдический символ принца). Их отлили по проекту берлинского скульптора Карла Альберта Вольфа. Между 1863 и 1866 годами произвели работы, которые преобразили комплекс в стиле неоренессанс. Проект подготовили архитекторы Максимилиан Франц Штрассер и Герман Вентцель. Старый замок также модернизировали.
В 1883 году Мария Нидерландская, принцесса Вида, дочь Фридриха, продала поместье графу Трауготту Герману фон Арниму.

### XX–XXI век
Род фон Арним владел замком и прилегающими землями до 1945 года. В 1920-е годы прошёл очередной этап модернизации. В основном это касалось интерьеров. В замке появились водопровод, канализация и электричество.
С февраля 1945 года через замковый парк проходила немецкая линия обороны. Бои при взятии Бад-Мускау Красной Армией 16 апреля нанесли значительный ущерб зданиям и парку. В конце мая 1945 года советские солдаты разграбили замковые интерьеры. В растаскивании мебели и другого имущества принимали участие также и местные жители. Лейпцигский арт-дилер по имени Виланд, по-видимому имевший особые полномочия, перевозил ценные произведения искусства на грузовике. Впоследствии советские солдаты устроили пожар в главном здании.
После завершения Второй мировой войны Саксония оказалась в составе ГДР. Новые власти экспроприировали комплекс. С этого момента замок перешёл под контроль городских властей Бад-Мускау.
Долгое время замок оставался заброшенным и медленно разрушался. Разбор завалов, оставшихся после пожара, произвели в 1950 году. Проект реставрации комплекса подготовили в 1960-м. Причём речь шла только о восстановлении фасадов. О полной реставрации замка в прежнем виде речь не шла. Первый этап восстановления коснулся только Старого замка и только в 1965 году. При этом парк был взят под охрану как памятник исторического наследия уже в 1955-м. В 1959 году состоялось торжественное открытие парка для публики. С конца 1960-х начались работы по восстановлению Нового замка. Правда, многие украшения фасадов, появившиеся во время владения комплексом принца Фридриха Нидерландского были удалены как «излишества». В 1971 году завершилась реставрация замковой оранжереи.
После объединения ФРГ и ГДР в судьбе замка началась новая эпоха. 1 января 1992 года парк и дворец перешли в собственность Свободного государства Саксония. В 1993 году был основан фонд «Fürst-Pückler-Park Bad Muskau», который и занялся вопросами полноценного восстановления комплекса. Были найдены необходимые средства и созданы административные структуры, необходимые для содержания парковых и дворцовых построек. Целенаправленная реставрация началась в 1995 году и завершилась в 2011-м.

## Описание

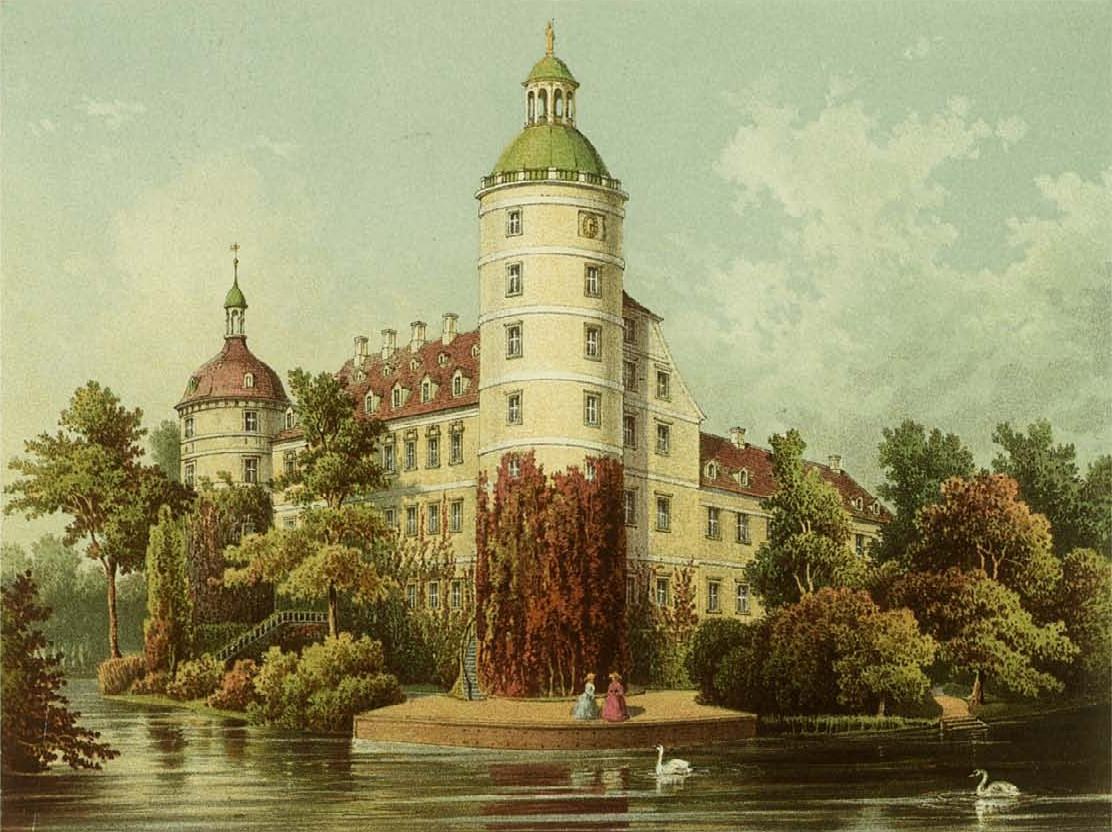
Главное здание замка на картине XIX века

### Общие сведения
Комплекс состоит из самых разных построек и обширного парка. Главным сооружением является так называемый Новый замок. К юго западу от него расположен Старый замок. Бывшие рвы преобразованы в большой пруд, вытянутый с севера на юг. Парк занимает обширную территорию к северу и востоку от главных зданий.

### Новый замок
Новый замок представляет собой неоренессансный комплекс из трех крыльев. Внутренний двор дворца не замкнут и открыт на восток в сторону парка. Центральное (или западное крыло) представляет собой массивное четырёхэтажное здание. В каждой его вершине на южном и северном крыльях расположены круглые башни разной высоты. Боковые крылья имеют три этажа.
Замок отличается большим количеством декоративных элементов. Фасады украшены скульптурными фигурами, фонарями, декоративные фризами и навесами. Южный фронтон венчают две фигуры из песчаника, созданные архитекторами Максимилианом Францем Штрассером и Германом Вентцелем. На юго-западную 35-метровую башню можно подняться как на смотровую башню, с которой открывается прекрасные виды на парк.

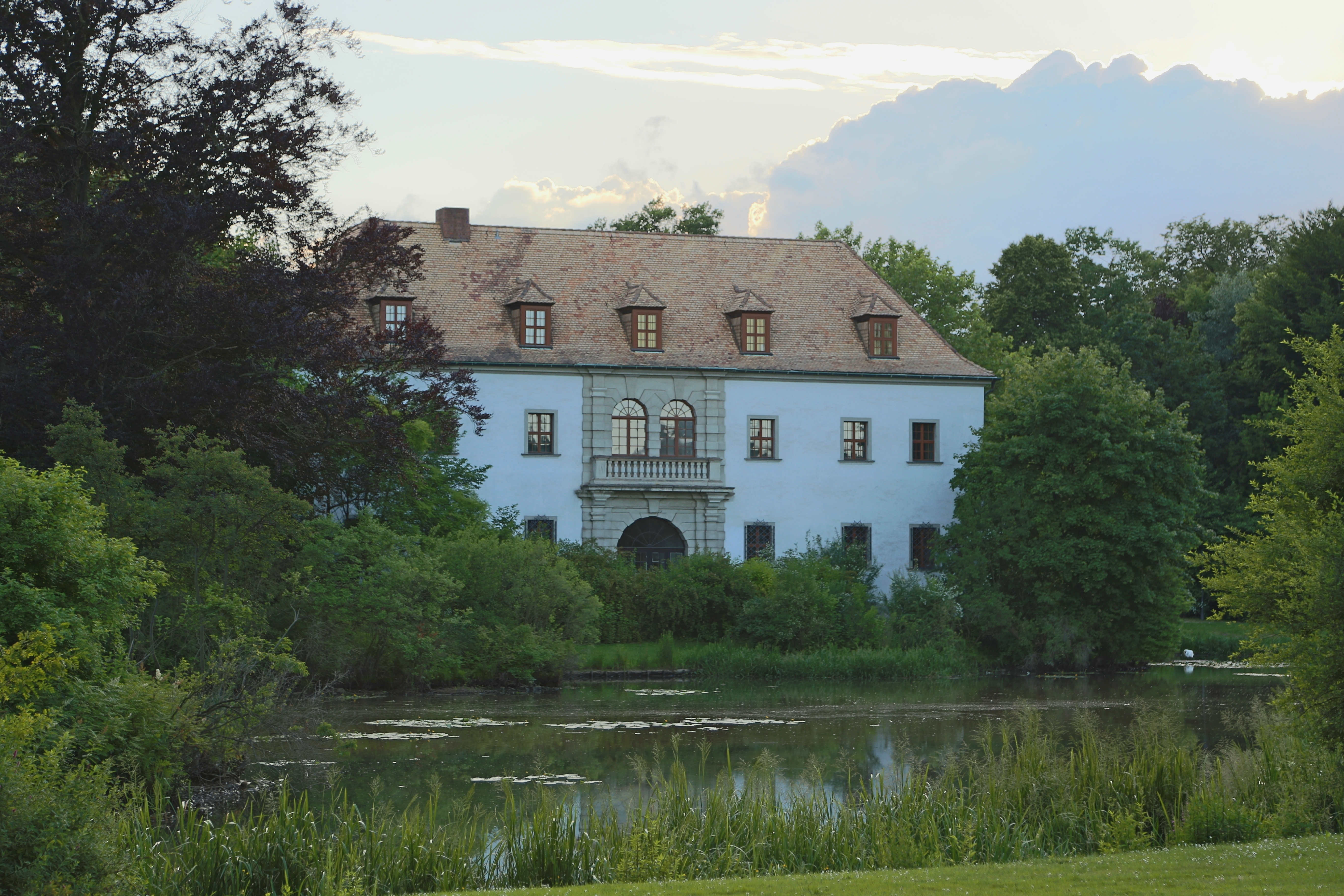
Старый замок со стороны пруда

### Старый замок
Это сооружение представляет собой двухэтажное здание прямоугольной формы с симметричными фасадами. Здание имеет крутую шатровую крышу с эркерами. При этом несмотря на название, данное сооружение не является бывшим замком. Курт Райнике II фон Калленберг построил здесь на рубеже XVII–XVIII веков административный центр своих владений. Сам термин «старый замок» появился только при Германе фон Пюклере. Он таким образом хотел подчеркнуть статус комплекса как старинного объекта.
В настоящее время здесь размещаются городской туристический офис, городской музей и ЗАГС. На мансардном этаже разместился небольшой концертный зал.

## Современное использование
Замок является одной из главных достопримечательностей Саксонии. Значительная часть помещений используется под музейные экспозиции или для проведения выставок и организации концертов. Парк открыт для свободного посещения в течение всего года.

## Галерея

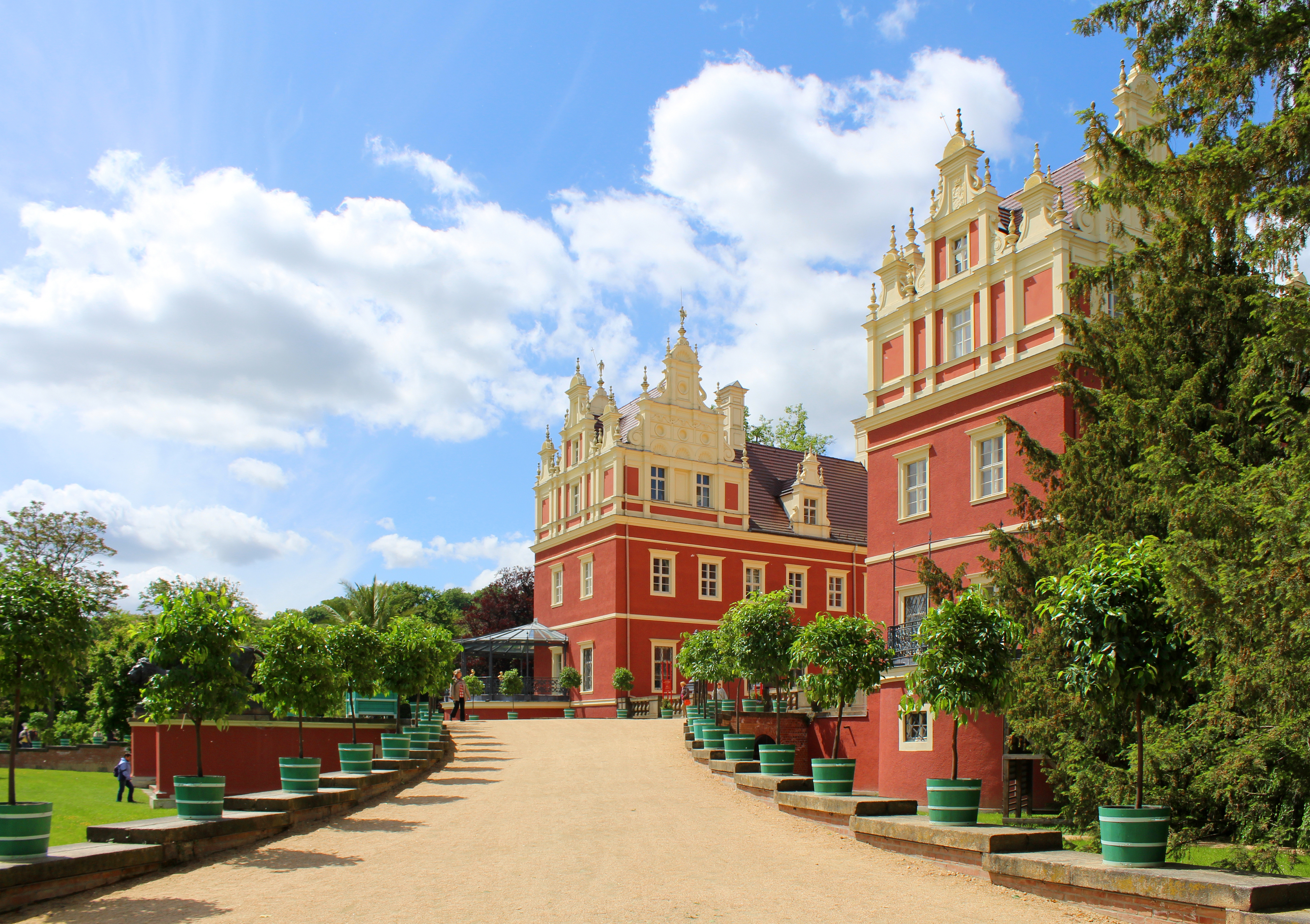
Внутренний двор замка с восточной чтороны
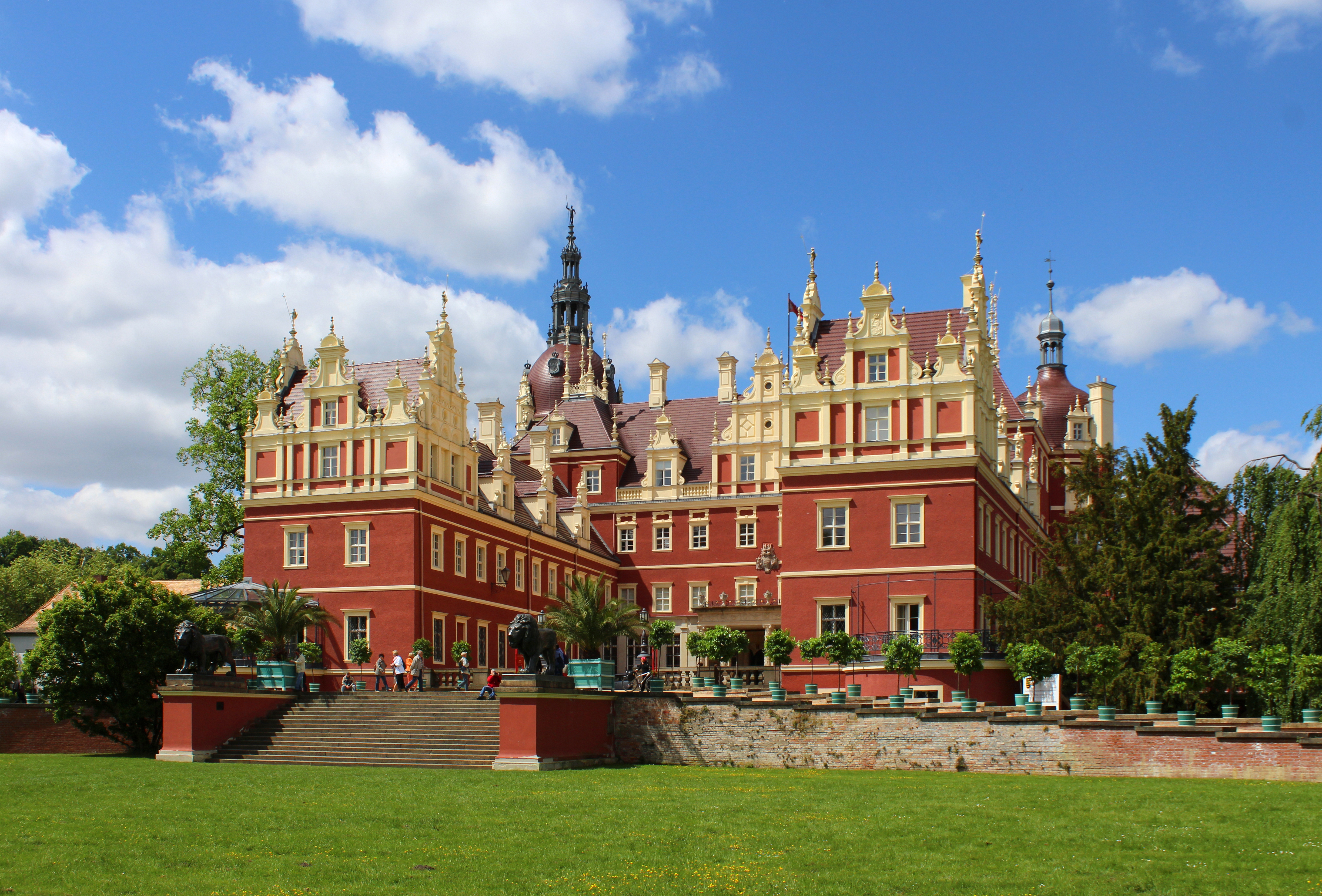
Восточные фасады замка
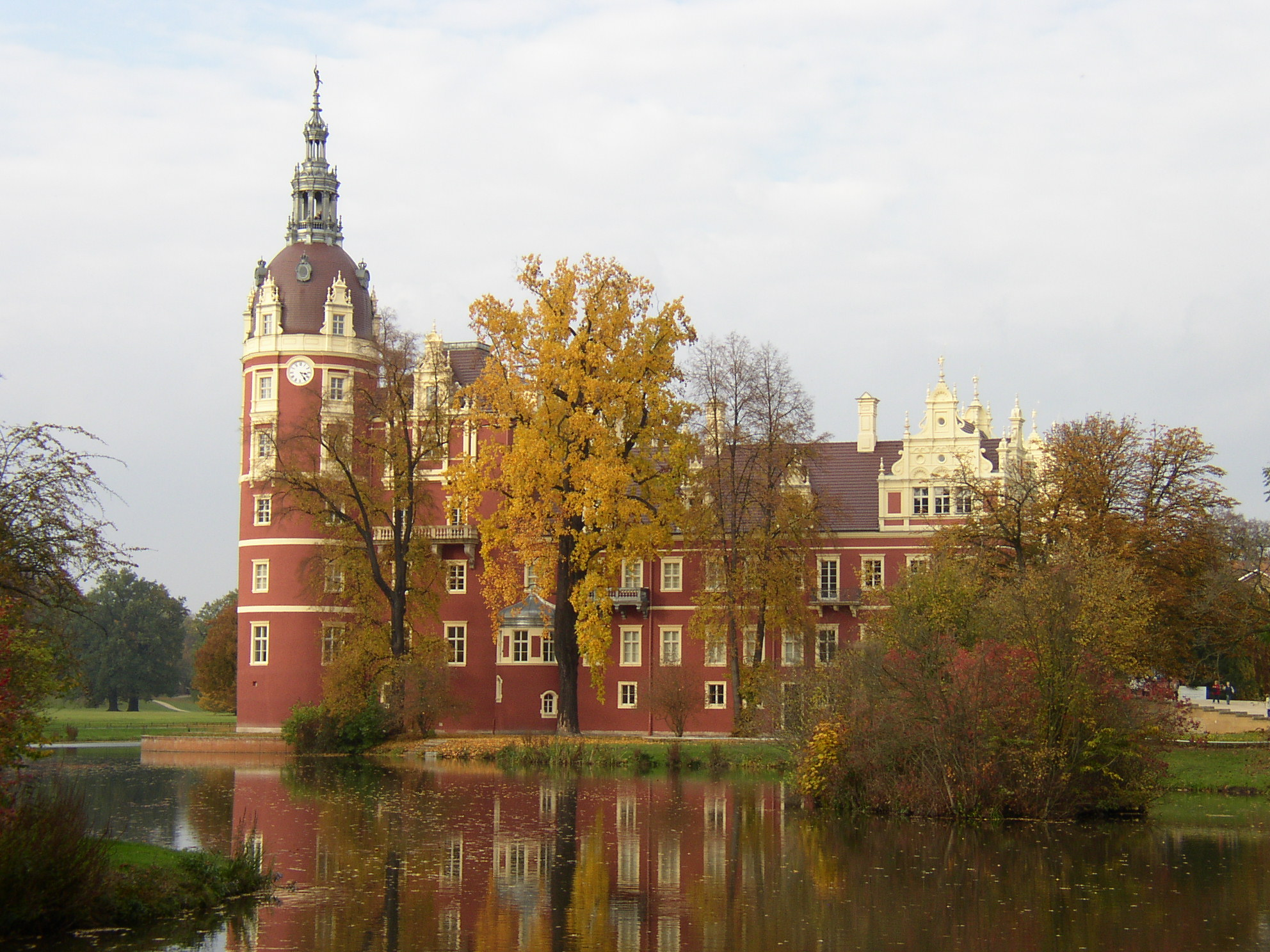
Южный фасад и южная башня
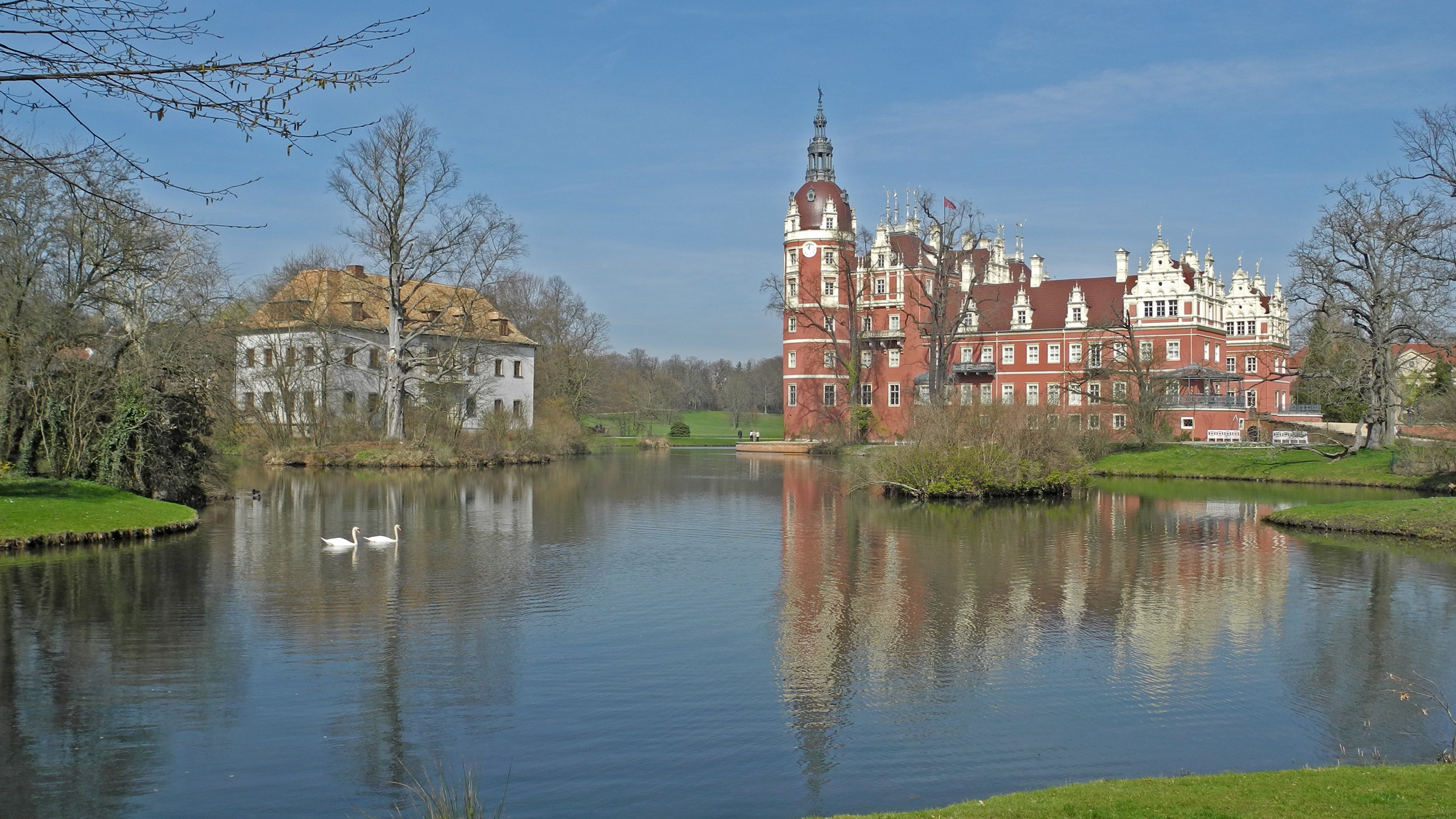
Вид Старого (слева) и Нового замков
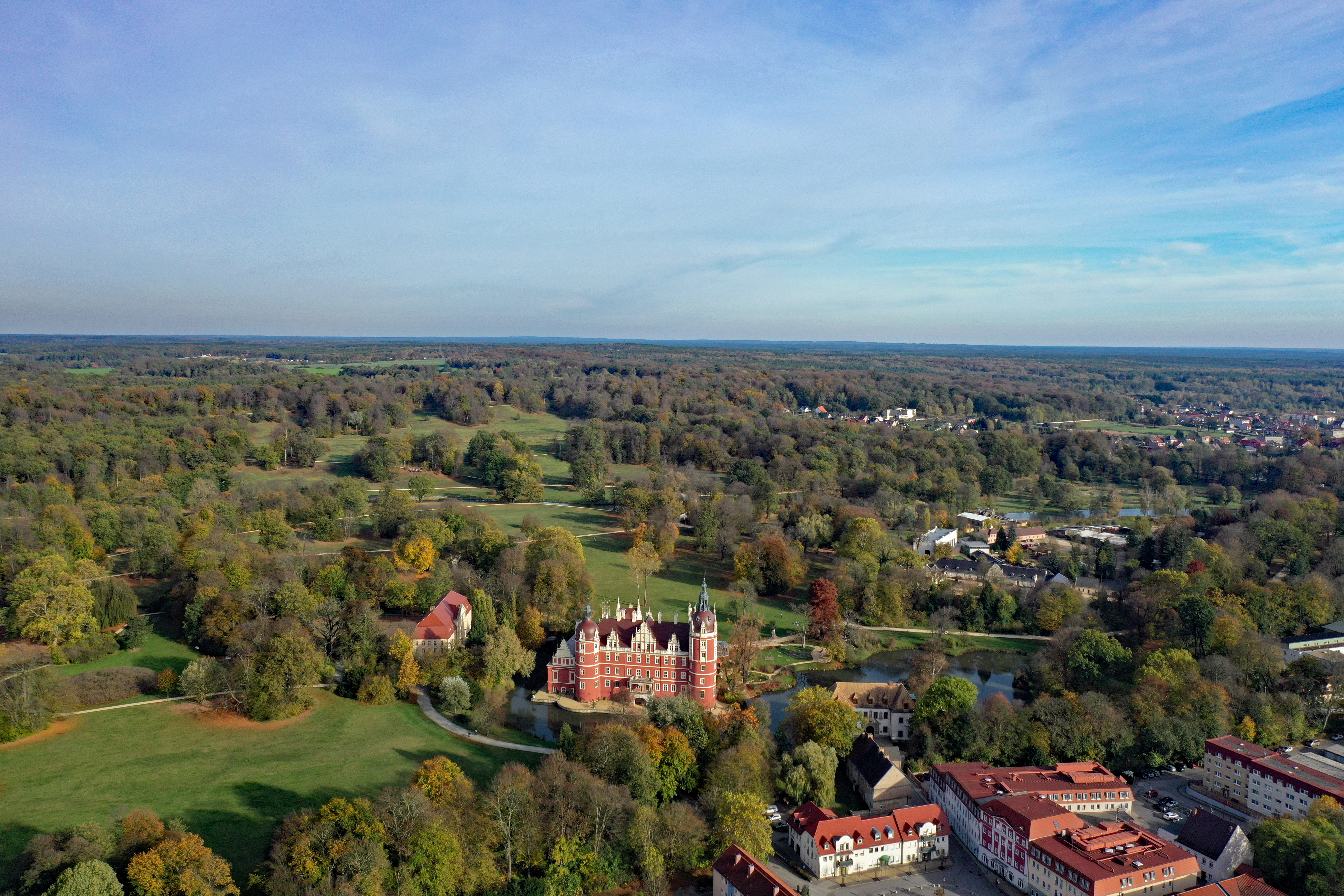
Замок с высоты птичьего полёта